# Darius Thompson
Darius Jamar Thompson (Murfreesboro, 4 maggio 1995) è un cestista statunitense naturalizzato italiano, considerato uno dei migliori playmaker in Europa dei suoi tempi. Si è distinto nel Vecchio Continente nei Paesi Bassi e in Italia, Russia, Spagna e Turchia.

## Caratteristiche tecniche

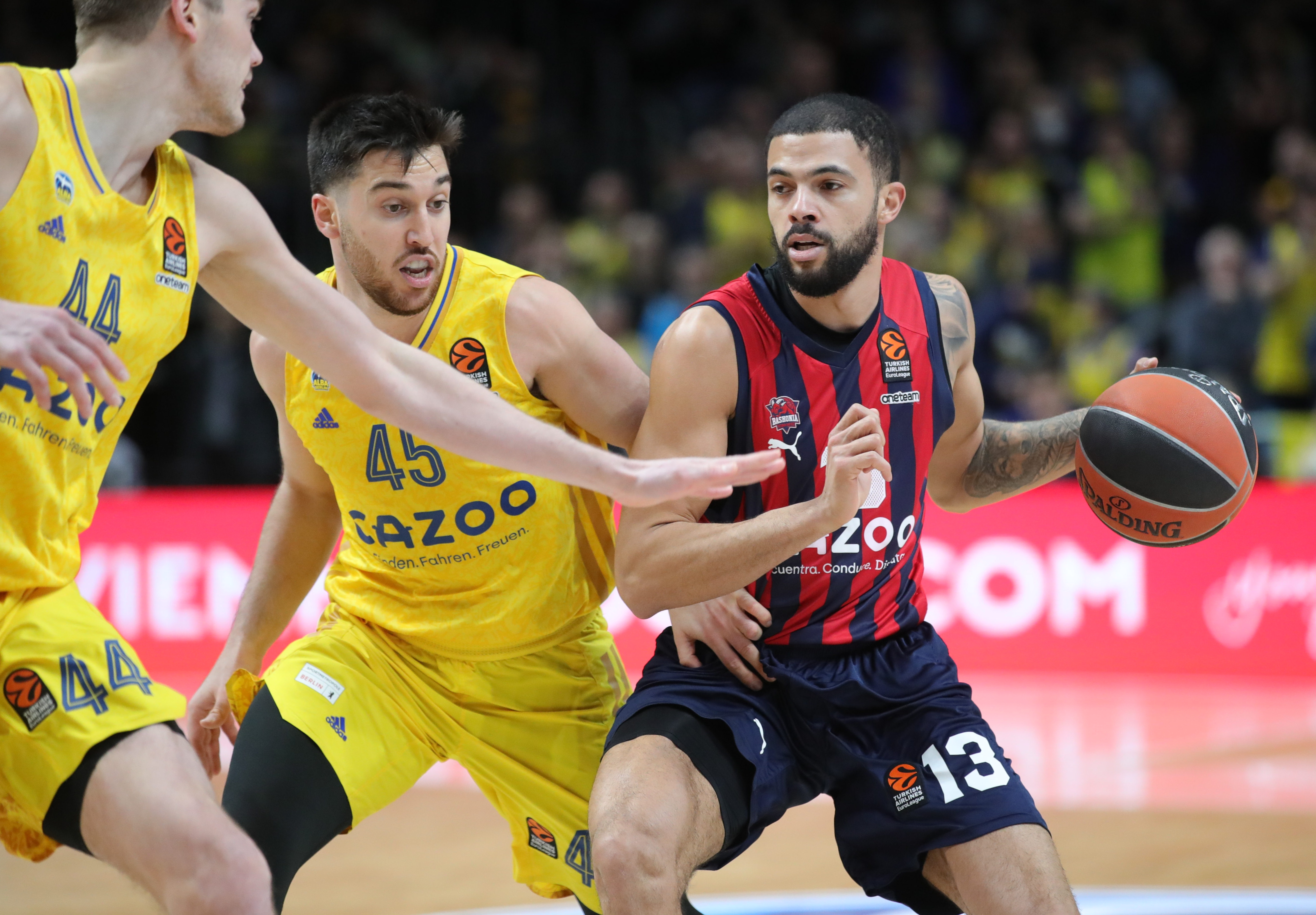
Thompson (con la maglia rossoblu del Saski Baskonia), marcato da Tamir Blatt(con il numero 45) e Ben Lammers, in un'azione di gioco contro l'Alba Berlino in una partita di Euroleague 2022-2023

Giocatore molto versatile, sebbene non eccella come tiratore dalla distanza, la sua straordinaria capacità di lettura delle difese avversarie gli permette di trovare sempre punti deboli nelle marcature o nel posizionamento degli uomini, concludendo spesso le sue giocate con un terzo tempo a canestro o con un assist. Ottimo anche nei pick & roll sia in fase offensiva che difensiva, non fatica nel duello fisico contro avversari più grandi di lui. Di spicco sono certamente le sue capacità nel playmaking: con un ottimo senso della posizione, è capace di dettare i tempi di gioco con facilità, effettuando poi ottime decisioni per la gestione della palla della squadra, compiendo raramente errori. Pur non essendo molto veloce, Thompson rimane comunque molto pericoloso in fase di transizione e difficile da fermare grazie alla sua stazza. Bravo anche in fase di non-possesso.
Spiccano le sue doti in fase difensiva, dove riesce a difendere in più posizioni sul perimetro e anche come post basso. Senza aver paura di cercare il contatto, legge bene gli attacchi avversari, con buoni tempi di reazione e riflessi, portando ad un elevato numero di stoppate e di palle rubate nel corso della partita. Anche quando viene battuto, cerca spesso di ostacolare il tiro con qualsiasi mezzo, commettendo però spesso falli, alcune volte ingenui, e concedendo tiri liberi agli avversari. Nonostante ciò la sua versatilità in questa fase lo rende spesso uno dei migliori giocatori difensivi nelle partite. Invidiabile, per un playmaker, anche la sua abilità nei rimbalzi.

## Biografia
Nato nel Tennessee da Felicia e Lonnie Thompson, è fratello minore di Destin e Devin. Da giovane, il padre giocò nella squadra Middle Tennessee State University, divenendo poi l'allenatore della rappresentativa di pallacanestro della Cumberland University di Lebanon. Anche la sorella Devin è stata una giocatrice di basket a livello collegiale, per la East Tennessee State University. Ha conseguito una laurea in African American & African studies.
Durante la sua militanza a Brindisi, conosce e sposa Chiara Pacifico nel 2020, ottenendo così la cittadinanza italiana per matrimonio il 14 maggio 2024. La coppia il 13 maggio 2022 ha avuto una figlia di nome Maelle Maria.

## Carriera

### High School
Iscritto alla Blackman High School, situata nella sua città natale, nel 2013 venne nominato per il McDonald's All-American Game. Il portale sportivo 247Sports lo classificò all'epoca al quarto posto tra le migliori combo guard liceali e all'ottavo posto tra i migliori prospetti dello stato del Tennessee. Durante il suo senior year totalizzò una media di 16.4 punti e 6.4 assist per partita.

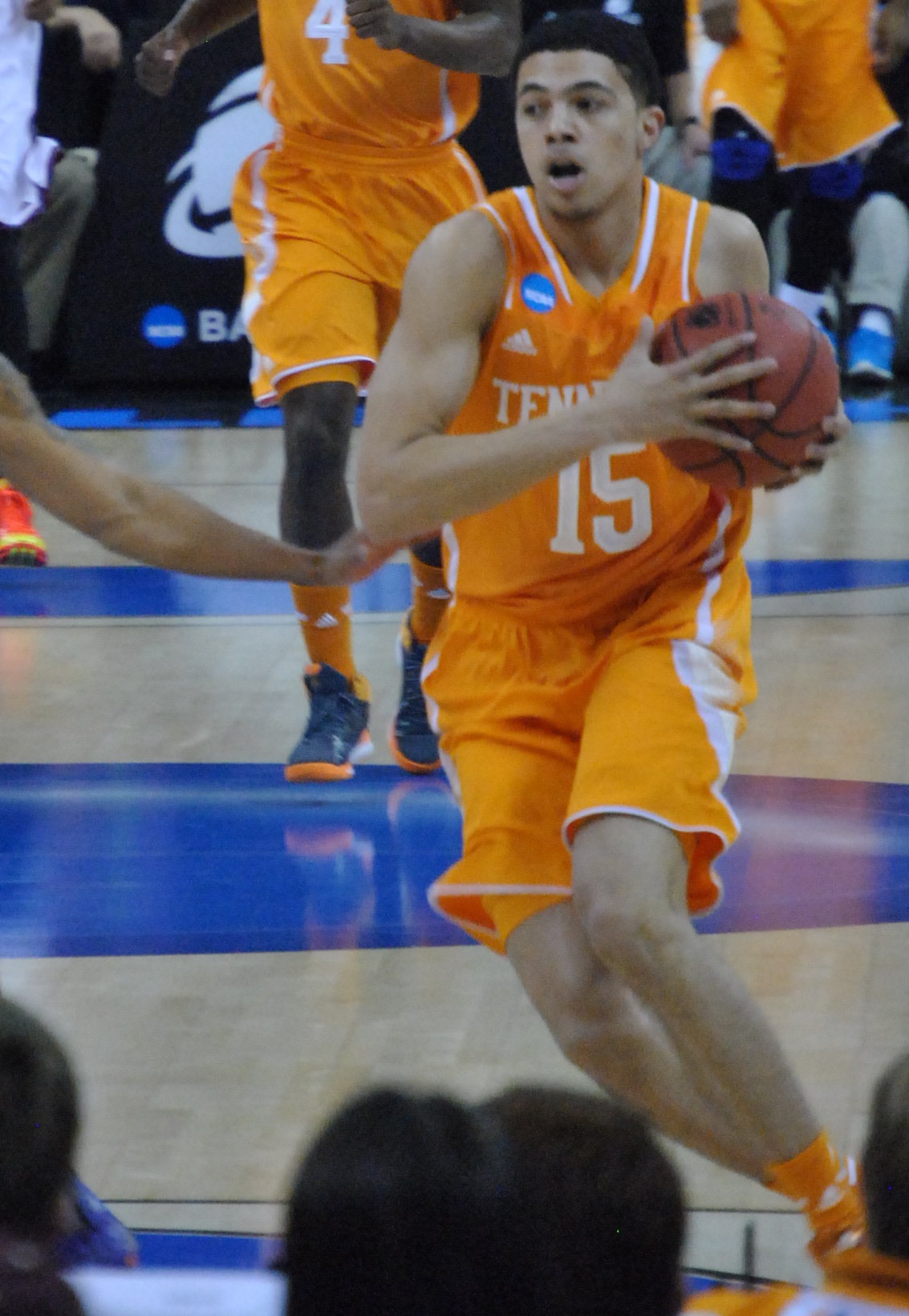
Thompson con la maglia dei Tennessee Volunteers nel 2014

### NCAA

#### Tennessee Volunteers
Nonostante le offerte dalle università di Alabama, Auburn, Butler, NC State, Vanderbilt e Virginia, scelse di unirsi all'Università del Tennessee nel 2013. Con la squadra dei Tennessee Volunteers avrà però una stagione complicata, a causa anche dell'ambiente teso della squadra. Il suo debutto in National Collegiate Athletic Association contro i Xavier Musketeers non è dei migliori, avendo registrato solo due palle recuperate e un blocco in dieci minuti di partita. Pur terminando la stagione 2013-2014 con il maggior numero di palle rubate per la sua squadra (36) e come secondo miglior assistman (87), avendo giocato da titolare solo dieci partite su trentasette la sua stagione non viene considerata positiva, avendo fatto registrare una media di 2.6 punti, 2.0 rimbalzi e 2.4 assist di media/partita in 16.8 minuti giocati a gara. A fine stagione cambiò ateneo, trasferendosi ai Virginia Cavaliers.

#### Virginia Cavaliers
Dopo aver saltato competitivamente la stagione 2014-2015 in quanto redshirt, nella successiva, pur partendo da panchinaro, inizia a guadagnarsi sempre più spazio in campo, arrivando in doppia cifra come punti segnati in sei partite consecutive. Giocando trentasette partite con dieci titolarità, registra una media di 4.3 punti, 1.4 assist e 1.2 rimbalzi a partita, con una percentuale di tiro del 53.7% dal campo, 39% dalla linea dei 3 punti e 72.2% nei tiri liberi. Anche la stagione successiva vede un miglioramento delle prestazioni e una maggiore titolarità, ma viene funestata nel finale da un lungo periodo di stop dovuto a una malattia, che non gli consentirà di prendere parte agli ultimi impegni stagionali. Scende un campo in 33 occasioni, di cui 13 da titolare, mettendo a referto una media di 6.2 punti, 2.2 assist e 1.6 rimbalzi. Per cercare la titolarità, dopo essersi laureato si trasferisce in un altro ateneo alla fine della stagione 2016-2017 di NCAA.

#### WKU Hilltoppers
Viene accolto dalla squadra di basket della Western Kentucky University per la stagione 2017-2018, dove giocherà tutte le 38 partite in calendario e 37 di queste da titolare, facendo registrare alcune delle sue migliori statistiche a livello collegiale. Ottiene una media di 35.6 minuti giocati a partita, 13.6 punti, 4.8 assist e 4.2 rimbalzi per incontro nella sua unica stagione negli Hilltopper, tirando col 46% dal campo. Grazie a questi risultati, viene inserito da Conference USA nell'All-Conference USA Second Team e nel Conference USA All-Tournament Team. Registra anche molti record personali e per la sua università: diventa il giocatore con più minuti giocati (1354) e partite da titolare nella storia della WKU, mentre il 6 gennaio 2018 contro Marshall University segna la seconda tripla doppia nella storia dell'università e la ventesima nella storia di Conference USA, segnando sul tabellino 33 punti, 10 assist e 10 rimbalzi, ottenendo anche il suo massimo in carriera di punti e rimbalzi in un singolo incontro.

### Professionismo

#### ZZ Leiden
Dopo essersi reso eleggibile per il Draft NBA 2017 e quello del 2018, non venendo però scelto da nessuna squadra, a 23 anni firma nell'agosto 2018 un contratto di un anno con il Zorg en Zekerheid Leiden di Leida, squadra all'epoca militante nella Dutch Basketball League e nella FIBA Europe Cup. Il 27 ottobre 2018, Thompson segnò 32 punti nella vittoria per 73 a 78 contro i Den Helder Suns. Il 7 novembre, realizza 36 punti contro il Sakarya BB nella FIBA Europe Cup. Il 21 marzo 2019, Thompson vince con il Leida la Coppa d'Olanda, dopo aver segnato 25 punti e aver servito 8 assist nella finale contro i Landstede Hammers, terminata 87-69. Al termine della stagione, viene eletto come miglior giocatore (MVP) sia del campionato dei Paesi Bassi che della coppa nazionale.

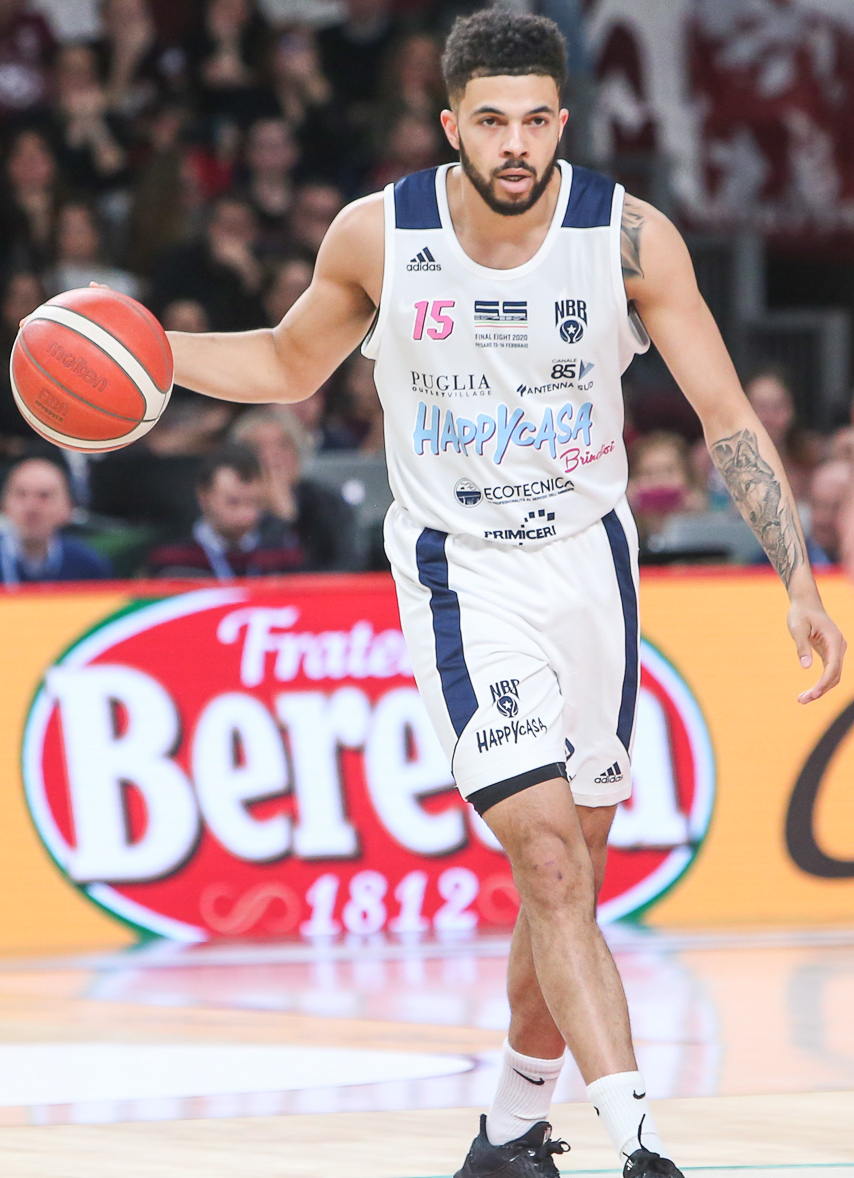
Thompson con la maglia della New Basket Brindisi nel 2020

## Statistiche

### NCAA
| Anno      | Squadra            | PG  | PT | MP   | TC%  | 3P%  | TL%  | RP  | AP  | PRP | SP  | PP   |
| --------- | ------------------ | --- | -- | ---- | ---- | ---- | ---- | --- | --- | --- | --- | ---- |
| 2013-2014 | Tenn. Volunteers   | 37  | 10 | 16,8 | 38,1 | 19,5 | 73,3 | 2,0 | 2,4 | 1,0 | 0,2 | 2,6  |
| 2015-2016 | Virginia Cavaliers | 37  | 10 | 17,5 | 53,7 | 39,0 | 72,2 | 1,2 | 1,4 | 0,7 | 0,2 | 4,3  |
| 2016-2017 | Virginia Cavaliers | 33  | 13 | 20,8 | 44,4 | 35,1 | 60,5 | 1,6 | 2,2 | 0,8 | 0,4 | 6,2  |
| 2017-2018 | WKU Hilltoppers    | 38  | 37 | 35,6 | 46,3 | 35,5 | 73,6 | 4,2 | 4,8 | 1,5 | 0,5 | 13,6 |
| Carriera  | Carriera           | 145 | 72 | 22,8 | 46,0 | 33,8 | 71,2 | 2,3 | 2,7 | 1,0 | 0,3 | 6,7  |

#### Massimi in carriera
- Massimo di punti: 33 vs Marshall (6 gennaio 2018)[21][22]
- Massimo di rimbalzi: 10 vs Marshall (6 gennaio 2018)
- Massimo di assist: 10 (2 volte)
- Massimo di palle rubate: 6 vs Austin Peay State (22 dicembre 2017)
- Massimo di stoppate: 4 vs North Carolina-Wilmington (16 marzo 2017)
- Massimo di minuti giocati: 41 vs North Texas (15 febbraio 2018)

### Eurolega
| Anno      | Squadra        | PG  | PT | MP   | TC%  | 3P%  | TL%  | RP  | AP   | PRP | SP  | PP   |
| --------- | -------------- | --- | -- | ---- | ---- | ---- | ---- | --- | ---- | --- | --- | ---- |
| 2022-2023 | Saski Baskonia | 34  | 33 | 26,9 | 49,7 | 38,4 | 75,6 | 3,2 | 6,7* | 1,7 | 0,4 | 12,6 |
| 2023-2024 | Anadolu Efes   | 35  | 21 | 26,0 | 44,3 | 32,8 | 83,8 | 2,0 | 2,8  | 1,0 | 0,5 | 11,2 |
| 2024-2025 | Anadolu Efes   | 39  | 36 | 26,3 | 49,8 | 44,1 | 79,2 | 2,0 | 4,5  | 0,9 | 0,4 | 9,5  |
| Carriera  | Carriera       | 108 | 90 | 26,4 | 47,8 | 38,7 | 79,3 | 2,4 | 4,6  | 1,2 | 0,5 | 10,9 |

### Eurocup
| Anno      | Squadra          | PG | PT | MP   | TC%  | 3P%  | TL%  | RP  | AP  | PRP | SP  | PP   |
| --------- | ---------------- | -- | -- | ---- | ---- | ---- | ---- | --- | --- | --- | --- | ---- |
| 2018-2019 | Leida            | 16 | 16 | 37,8 | 51,7 | 29,3 | 78,7 | 5,1 | 3,9 | 2,2 | 0,3 | 22,8 |
| 2021-2022 | Lokomotiv Kuban' | 12 | 12 | 29,9 | 58,0 | 33,3 | 80,0 | 3,0 | 5,8 | 1,7 | 0,5 | 13,2 |
| Carriera  | Carriera         | 28 | 28 | 33,9 | 54,9 | 31,3 | 79,4 | 4,1 | 4,9 | 2,0 | 0,4 | 18,0 |

### Cronologia presenze e punti in nazionale
| Cronologia completa delle presenze e dei punti in Nazionale - Italia | Cronologia completa delle presenze e dei punti in Nazionale - Italia | Cronologia completa delle presenze e dei punti in Nazionale - Italia | Cronologia completa delle presenze e dei punti in Nazionale - Italia | Cronologia completa delle presenze e dei punti in Nazionale - Italia | Cronologia completa delle presenze e dei punti in Nazionale - Italia | Cronologia completa delle presenze e dei punti in Nazionale - Italia | Cronologia completa delle presenze e dei punti in Nazionale - Italia |
| Data                                                                 | Città                                                                | In casa                                                              | Risultato                                                            | Ospiti                                                               | Competizione                                                         | Punti                                                                | Note                                                                 |
| -------------------------------------------------------------------- | -------------------------------------------------------------------- | -------------------------------------------------------------------- | -------------------------------------------------------------------- | -------------------------------------------------------------------- | -------------------------------------------------------------------- | -------------------------------------------------------------------- | -------------------------------------------------------------------- |
| 14/08/2025                                                           | Bologna                                                              | Italia                                                               | 84 - 72                                                              | Argentina                                                            | Amichevole                                                           | 3                                                                    | [ 23 ]                                                               |
| Totale                                                               |                                                                      | Presenze                                                             | 1                                                                    |                                                                      | Punti                                                                | 3                                                                    |                                                                      |

## Palmarès

### Squadra
- Coppa d'Olanda: 1

Leida: 2019
- Coppa del Presidente: 1

Anadolu Efes: 2024

### Individuale
- Basketball Champions League Second Best Team: 1

N.B. Brindisi: 2020-2021
- All-Euroleague Second Team: 1

Baskonia: 2022-2023